# Charles Ruijs de Beerenbrouck
Charles Ruijs de Beerenbrouck (ur. 1 grudnia 1873 w Roermond, zm. 17 kwietnia 1936 w Utrechcie) – holenderski polityk. Trzykrotny premier Królestwa Holandii w latach 1918–1925 i 1929–1932.
Kiedy po raz pierwszy objął urząd szefa rządu, był najmłodszym, a także pierwszym premierem Holandii katolickiego wyznania.
Absolwent Uniwersytetu w Lejdzie, gdzie studiował prawo i w 1895 roku obronił doktorat.
Radny rady miejskiej w Maastricht od 1899 do 1918. W 1918 roku został omisarzem królowej w Limburgii, zastępując swojego ojca. Minister spraw zagranicznych Holandii  w 1933 roku. W latach 1925–1929 oraz 1933-1936 przewodniczący Tweede Kamer, której był członkiem od 1905 roku.
Jego żoną była Maria van der Heyden (1877–1947). Miał troje dzieci.
Charles Ruijs de Beerenbrouck zmarł 17 kwietnia 1936 roku w szpitalu w Utrechcie w związku z zdiagnozowaną kilka lat wcześniej chorobą Addisona.